# 영하의 바람
"영하의 바람"은 2019년에 개봉한 대한민국의 영화이다. 
김유리 감독의 장편 데뷔작으로 2018년 부산국제영화제 감독조합상을 수상했다. 

## 줄거리
12살의 영하는 이혼을 하고 새 출발을 하려는 부모로부터 잠시 버림받는다. 15살이 된 영하는 엄마 은숙(신동미)과 새아빠 영진(박종환)과 단란하게 살아가지만, 가족을 모두 잃고 혼자가 된 단짝 사촌 미진과 이별해야만 한다. 수능을 마친 19살의 영하(권한솔)는 충격적인 일을 경험하게 된다. 믿었던 가족으로부터 당한 사건은 한겨울의 바람에 살을 에듯 쓰라리다. 이후 영하네 세 가족은 뿔뿔이 흩어지고, 영하의 곁엔 미진(옥수분)이 남는다.

## 캐스팅
- 권한솔 : 영하 역
- 옥수분 : 미진 역
- 신동미 : 영하의 엄마 역
- 박종환 : 영하의 새아빠 역
- 태인호 : BAR 사장 역 (우정출연)

## 제작
2016년 부산영상위원회가 지원하는 부산 신진작가 영화기획개발 멘토링에 선정돼 시나리오를 다듬었고, 2017년 부산지역 영화제작 지원사업에서 1억원의 제작비를 지원받아 촬영에 들어갔다. 후반 작업은 부산국제영화제(BIFF) 아시아 장편독립 극영화 제작지원 펀드 지원을 받았다. 부산시 남구 대연동 일대를 배경으로 촬영했고 부산창조경제혁신센터 '2019 부산창조 배급지원 프로젝트'에 선정되어 배급 지원을 받았다.

## 같이 보기
- 2019년 대한민국의 영화 목록